# Йоганнес Стрейдом
Йоганнес Гергардус Стрейдом (афр. Johannes Gerhardus Strijdom) (15 липня 1893 р.-24 серпня 1958 р.) , на прізвисько Лев Півночі  -  прем'єр-міністр Південної Африки  від 30 листопада 1954 р. по 24 серпня 1958 р.. Він був безкомпромісним африканерським націоналістом  і прихильником сегрегації, і проклав шлях до встановлення системи апартеїду.

## Ранні роки
Він народився на сімейній фермі Кліпфонтейн неподалік Вілловмора, що у Східній Капській провінції. Отримав спеціальність юриста у Вікторіанському Коледжі (який пізніше став Стелленбоським університетом), а також в Університеті Преторії .. Після навчання Стрейдом оселився в Нейлстромі, що в Північному Трансваалі. Він був сильно прив’язаний до цього регіону і його населення і тому став місцевим лідером громади серед африканерів. У 1929 році Стрейдом був обраний до Палати представників як делегат від Ватерберга, представляючи Національну партію  на чолі з Джеймсом Герцогом. Стрейдом також став лідером НП у Трансваалі, в найважливішій провінції Південної Африки і цим зміцнював фундамент влади.
Після об'єднання Національної партії  Джеймса Герцога  з Південно-Африканською партією генерала Яна Смутса під час світової економічної кризи в 1932 році утворилася Об'єднана партія . Стрейдом долучився до розкольницької фракції Національної Партії[1], що була названа Очищеною національною партією (Gesuiwerde Nasionale Party), named the Gesuiwerde Nasionale Party (Purified National Party).. Пізніше, коли була створена Об'єднана партія, GNP стала відомою як Возз'єднана Національна партія  . під керівництвом доктора. Даніеля Малана. Малан, Стрейдом і їхні послідовники не довіряли Смутсу і виступали проти його пробританської політики. Більшість депутатів Національної партії залишилися з Герцогом, а Стрейдом був вірним Малану і був єдиним депутатом від Трансваалю, хто підтримував ідеали Малана ..
Стрейдом виступав за створення республіки, але цієї мети не було досягнуто аж до 1961 року.

## Період апартеїду
Після неймовірного успіху Національної партії в 1948 році, перемогла програма здійснення рішучих заходів апартеїду чи расової сегрегації, ідея переваги білої влади. Малан став прем'єр-міністром Південної Африки, а Стрейдом - міністром сільського господарства та іригації. Хоча ця посада не була ключовою, але, мабуть, вибір на Стрейдома впав через його великий інтерес до сільського господарства. Стрейдом не був радий цьому міністерському портфелю, хоча він і любив хліборобство. Малан дав йому цей портфель через те, що його молода дружина не любила Стрейдома. З цієї ж причини Малан волів бачити своїм наступником на посаді прем'єр-міністра радше Гавенху, аніж Стрейдома.

### На посаді прем’єр-міністра
30 листопада 1954 р. він був обраний лідером Національної партії і став прем'єр-міністром Південної Африки після відставки Малана. Хоча Малан надавав перевагу більш поміркованому міністру фінансів Гавензі. Тим не менше, Стрейдом був дуже популярним серед членів Національної партія, а народ йому довіряв в справі плавного переходу до республіканської форми правління. Протягом свого терміну на посаді прем'єр-міністра, він робив все, щоб розірвати пута залежності від Британської імперії , зміцнити африканерське панування в Південній Африці, а також посилити політику апартеїду.
Що стосується расової політики, він твердо вірив у необхідність збереження панування білої меншини. "Кольорових" виборців було виключено із загального виборчого списку ", і були перенесені до окремого кольорового виборчого списку. Стрейдом зробив те, що Малан почав, але не зміг завершити до кінця. Збільшено термін ув’язнено 156 активістів (в тому числі Нельсона Мандела), що брали участь в Хартії свободи. Крім того, він отримав можливість розширити представництво Національної партії у парламенті під час загальних виборів у 1957 році. Уряд Стрейдома також розірвав дипломатичні відносини з Радянським Союзом.
Під час останнього року правління, його слабке здоров'я (підозрювали рак) він був часто відсутнім на роботі. Стрейдом помер 24 серпня 1958 р. в Кейптауні. Похований в Преторії на Алеї Героїв.

## Особисте життя
Стрейдом був дуже відданим, абсолютно чесним і непідкупним, але впертим і негнучким. Його прозвали "Левом Півночі, тому що він міг бути досить грізним до політичних опонентів, хоча він завжди залишався джентльменом.
Він був короткий час одружений з актрисою Маргаретою ван Гулстейн, але вони розлучилися протягом року. Його друга дружина Сьюзан де Клерк, тітка колишнього президента де Клерка. Мав двох дітей з його другою дружиною, Йоганнеса  й Естель. Сьюзен Стрейдом померла в 1999 році, але Естель живе й досі.
Є ще різні пам'ятники, присвячені йому в Південній Африці. Один пам'ятник був у центрі Преторії. Погруддя, розвалилася в 2001 і поранило дві людини .. В його будинку у Модімолі (раніше Нейлстром) в наш час[коли?] є музей , в якому є частина бюсту, що розвалився. JG Strijdom Tower в Йоганнесбурзі після закінчення апартеїду була перейменована на Hillbrow Tower.